# سابرینا کلودیو
سابرینا کلودیو (به انگلیسی: Sabrina Claudio) (زاده ۱۹ سپتامبر ۱۹۹۶) خواننده و ترانه‌سرا آمریکایی است.